# جاكي جونسون
جاكي جونسون (بالإنجليزية: Jackie Johnson)‏ هي مذيعة طقس أمريكية، ولدت في 23 يناير 1978 في بلايموث في الولايات المتحدة.

## وصلات خارجية
- جاكي جونسون على موقع IMDb (الإنجليزية)
- جاكي جونسون على موقع قاعدة بيانات الفيلم (الإنجليزية)